# Bagarius rutilus
Bagarius rutilus ist eine Fischart aus der Gattung der Teufelswelse (Bagarius) und der Familie der Gebirgswelse (Sisoridae). Sie kommt in den Flusssystemen des Nam Ma und des Roten Flusses in Südostasien vor.

## Merkmale
Bagarius rutilus erreicht eine Körperlänge von bis zu etwa einem Meter. Der Kopf ist breit und abgeflacht, mit großem, breitem Maul und vier Paar Barteln, von denen das Paar am Oberkiefer eine gut ausgebildete Membran aufweist. Die Tiere sind dunkelgelb mit drei dunkelbraunen Bändern oder Flecken auf dem Rücken und einigen kleineren braunen Flecken auf dem Körper. Die Haut ist stark keratinisiert und weist am Kopf und entlang der Wirbelsäule zahlreiche große, längliche Knötchen auf. Der Bauch ist heller gelb. Die Flossen sind orange mit unregelmäßig verteilten braunen Punkten. Die Rückenflosse hat einen Hartstrahl und sechs Weichstrahlen, die Afterflosse 12 oder 13 Weichstrahlen. Letztere sitzt hinter der kurzbasigen und am Ende freien Fettflosse. Die Bauchflossen haben 12 oder 13 Strahlen, die Schwanzflosse hat acht oder neun Strahlen.

## Belege
- Bagarius rutilus auf Fishbase.org (englisch)

### Weblink
- Bagarius rutilus in der Roten Liste gefährdeter Arten der IUCN 2013.2. Eingestellt von: Allen, D., 2011. Abgerufen am 10. Januar 2014.